# Konrad Krafft von Dellmensingen
Konrad Krafft von Dellmensingen (n. 24 noiembrie 1862, Laufen, Regatul Bavariei – d. 22 februarie 1953, Seeshaupt, Germania) a fost un general de artilerie din  armata Germaniei din Primul Război Mondial. Este considerat „părintele” trupelor de vânători de munte, îndeplinind funcția de comandant al Corpul Alpin german pe perioada războiului.
În fruntea acestui corp a participat la campania acestuia din România, din anii 1916 și 1917.